# ديفيد ميخائيل فرانك
ديفيد ميخائيل فرانك (بالإنجليزية: David Michael Frank)‏ هو ملحن أمريكي، ولد في 21 ديسمبر 1948 في بالتيمور في الولايات المتحدة.

## وصلات خارجية
- الموقع الرسمي
- ديفيد ميخائيل فرانك على موقع IMDb (الإنجليزية)
- ديفيد ميخائيل فرانك على موقع ألو سيني (الفرنسية)
- ديفيد ميخائيل فرانك على موقع ميوزك برينز (الإنجليزية)
- ديفيد ميخائيل فرانك على موقع أول موفي (الإنجليزية)
- ديفيد ميخائيل فرانك على موقع قاعدة بيانات الأفلام السويدية (السويدية)
- ديفيد ميخائيل فرانك على موقع ديسكوغز (الإنجليزية)
- ديفيد ميخائيل فرانك على موقع قاعدة بيانات الفيلم (الإنجليزية)
- ديفيد ميخائيل فرانك على موقع كينوبويسك (الروسية)